# Луїджі Мольтразіо
Луїджі Мольтразіо (італ. Luigi Moltrasio, 17 січня 1928, Ровелласка — 28 березня 1990, Генуя) — італійський футболіст, що грав на позиції півзахисника, зокрема за «Торіно», а також національну збірну Італії.

## Клубна кар'єра
Народився 17 січня 1928 року в місті Ровелласка.
У дорослому футболі дебютував 1949 року виступами за команду «Крема», в якій провів один сезон. Згодом з 1950 по 1952 рік провів по одному сезону в складі команд «Комо» та «Салернітана».
Своєю грою за останню команду привернув увагу представників тренерського штабу клубу «Торіно», до складу якого приєднався 1952 року. Відіграв за туринську команду наступні чотири сезони своєї ігрової кар'єри. Більшість часу, проведеного у складі «Торіно», був основним гравцем команди.
1956 року уклав контракт з клубом «Лаціо», у складі якого провів наступні три роки своєї кар'єри гравця. 1958 року виборов з римською командою титул володаря Кубка Італії.
Завершував ігрову кар'єру у Швейцарії у складі команди «Янг Феллоуз», за яку виступав протягом 1959—1960 років.

## Виступи за збірну
1954 року дебютував в офіційних матчах у складі національної збірної Італії. Наступного року провів ще дві гри за національну команду.
Помер 28 березня 1990 року на 63-му році життя у місті Генуя.
| Дата      | Місто    | Господарі | Результат | Гості     | Турнір           | Голи | Примітки |
| --------- | -------- | --------- | --------- | --------- | ---------------- | ---- | -------- |
| 5-12-1954 | Рим      | Італія    | 2 – 0     | Аргентина | товариський матч | -    |          |
| 16-1-1955 | Барі     | Італія    | 1 – 0     | Бельгія   | товариський матч | -    |          |
| 30-3-1955 | Штутгарт | ФРН       | 1 – 2     | Італія    | товариський матч | -    |          |
| Усього    |          | Матчів    | 3         |           | Голів            | 0    |          |

## Титули і досягнення
- Володар Кубка Італії (1):

«Лаціо»: 1958